# Zaglossus
Zaglossus (Gill, 1877) è un genere di mammiferi monotremi appartenente alla famiglia dei Tachiglossidi, endemico della Nuova Guinea.
Le specie del genere sono anche conosciute con i nomi comuni di echidna dal becco lungo, echidna dal becco ricurvo o zaglosso.

## Descrizione
La lunghezza è compresa tra 55 e 77 cm, il peso tra 5 e 16 kg. I maschi sono più grandi delle femmine. Il becco rappresenta i due terzi dell'intera lunghezza della testa. Le zampe sono muscolose e gli arti hanno 5 dita, di cui però solo 3, site negli arti anteriori, sono dotate di unghie adatte allo scavo. I maschi sono inoltre dotati di uno sperone su ciascun tallone.

## Distribuzione e habitat
Le tre specie del genere sono diffuse in Nuova Guinea.
Vivono in un range di habitat forestali, dal livello del mare fino a 2.500 metri s.l.m..

## Biologia
Si sa molto poco dei costumi riproduttivi di queste specie. La femmina depone da una a tre uova nella tasca cutanea ventrale (cosiddetto incubatorio), che si sviluppa al momento della riproduzione.

## Sistematica
Comprende tre specie viventi:
- Zaglossus bruijni - Echidna dal becco lungo occidentale
- Zaglossus attenboroughi - Echidna dal becco lungo di Sir David
- Zaglossus bartoni - Echidna dal becco lungo orientale

Altre due specie estinte, che erano un tempo considerate parte del genere Zaglossus, sono state entrambe spostate in altri generi:
- Megalibgwilia robusta (Zaglossus robustus) †
- Murrayglossus hacketti (Zaglossus hacketti) †